# Козловский, Януш Кшиштоф
Януш Кшиштоф Козловский (пол. Janusz Krzysztof Kozłowski; 21 августа 1936, Краков — 17 января 2025) — польский археолог, египтолог, исследователь доисторической эпохи на территории Европы.
В 1957 году получил диплом Ягеллонского университета, затем находился в аспирантуре Института палеонтологии человека в Париже, где в 1961 году защитил докторскую диссертацию. С 1967 — хабилитированный доктор, с 1976 — профессор, преподаватель Ягеллонского университета. Также преподавал в Льежском, Брюссельском, Гентском университетах, Коллеж-де-Франс, Гарвардском университете. Доктор honoris causa Бордоского университета.
Проводил раскопки множества доисторических стоянок в Польше, Египте, Болгарии, Греции, Турции и Словакии. В ходе раскопок в Египте совместно с Б. Гинтером идентифицировал моэрийскую культуру.
Исследует проблемы, связанные с каменным веком (переходный период от среднего к верхнему палеолиту), возникновением homo sapiens sapiens, культурным развитием в верхнем палеолите, неолитизацией Центральной Европы, а также археологией Центральной Америки и Ближнего Востока.
Член Польской Академии искусств, председатель Международного совета по философии и гуманитарным наукам ЮНЕСКО, член Постоянного совета Международного союза доисторического периода и древней истории (Union Internationale des Sciences Prehistoriques et Protohistoriques), почётный член Британского общества доисторического периода (British Prehistoric Society), член-корреспондент Германского археологического института, Итальянского института доисторического периода и древней истории.
Член редколлегий таких журналов, как Geoarchaeology (США), L’Anthropologie (Франция), Praehistoria (Венгрия), Archaeology and Ethnology of Eurasia (Россия), Prehistoire Europeene (Бельгия), Mediterranean Archaeology and Archaeometry (Греция). Редактор журнала Eurasian Prehistory (Польша — США, совместно с О. Бар-Йосефом).
Скончался 17 января 2025 года в возрасте 88 лет.

## Избранные публикации
- Epoka kamienia na ziemiach polskich, 1977.
- Il paleolitico. Uomo, ambiente e culture, 1988.
- Desbrosse, René ; Kozlowski, Janusz. Les habitats préhistoriques : Des australopithèques aux premiers agriculteurs ; 2001
- Desbrosse, René ; Kozlowski, Janusz. Hommes et climats à l'âge du mammouth : le paléolithique supérieur d’Eurasie centrale. 1989.
- Technika obróbki i typologia wyrobów kamiennych paleolitu, mezolitu i neolitu, 1990 (z B. Ginterem).
- L’art de la prehistoire en Europe orientale, 1992.
- Encyklopedia historyczna świata t. I, Prehistoria (opracowanie naukowe).
- Wielka Historia Polski t. I, Najdawniejsze dzieje ziem polskich (do VII w.), 1998 (z P. Kaczanowskim).
- Wielka Historia Świata t. I, Świat przed «rewolucją» neolityczną, 2004.